# فریدریش ویلهلم رایف‌آیزن
فریدریش ویلهلم رایف‌آیزن (آلمانی: Friedrich Wilhelm Raiffeisen؛ زاده ۳۰ مارس ۱۸۱۸ درگذشته ۱۱ مارس ۱۸۸۸) یک شهردار و پیشگام شرکت تعاونی اهل آلمان بود.